# Buchan Cabin
Pour les articles homonymes, voir Buchan.
 (septembre 2020).
La Buchan Cabin est une cabane américaine à proximité d'Eldora, dans le comté de Boulder, dans le Colorado. Construite entre 1935 et 1937, elle est protégée au sein de la forêt nationale de Roosevelt. Elle est inscrite au Registre national des lieux historiques depuis le 3 septembre 2020.